# Emily Young (escultora)
Emily Young (Londres, 1951) es una escultora inglesa, considerada como una de los escultores más importantes activos en Gran Bretaña.
Nació en una familia de artistas y escritores. Su abuela, Kathleen Scott, fue alumna de  Auguste Rodin, y viuda del famoso explorador  Robert Falcon Scott, que posteriormente se casaría con al abuelo paterno de Emily, el político y escritor  Edward Hilton Young, primer Baron Kennet. Su padre, Wayland Hilton Young, segundo Baron Kennet, fue también político y escritor. Su tío es el famoso ornitólogo, conservacionista y pintor, Sir Peter Scott.

## Primeros años
Recibió su formación secundaria en Putney High School, Holland Park School, Friends School Saffron Walden, y la King Alfred School de Londres. Primero interesada en la pintura, pasó su juventud en Londres, Wiltshire e Italia antes de ingresar en la Chelsea School of Art durante un año en  1968. También estudió en la St Martin's School of Art. En los años finales de la década de 1960 y en la de 1970, viajó constantemente, visitando Afganistán, Pakistán, India, Francia e Italia, África y Oriente Medio. También vivió en Estados Unidos. Fue durante estos años de viajes cuando desarrolló su amplia visión del arte.
Ella pudo haber sido la inspiración para la canción "See Emily Play", escrita por Syd Barrett de Pink Floyd. Durante las décadas de 1970 y 1980, vivió y trabajó con el fallecido  Simon Jeffes, dueño de la Penguin Cafe Orchestra. Ellos tuvieron un hijo, Arthur, nacido en 1978. Ella realizó los diseños para las portadas de varios álbumes de la  banda, incluyendo Music from the Penguin Cafe, al que también contribuyó con su voz.

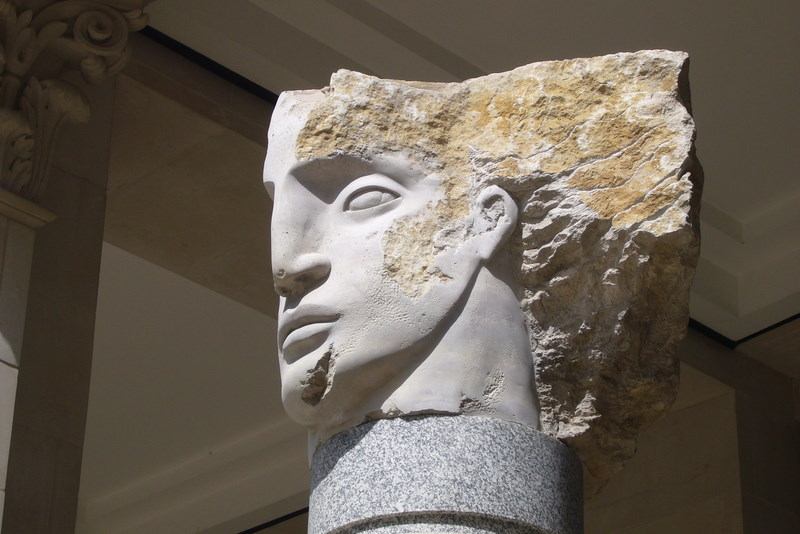
Cabeza en Paternoster Square, Londres
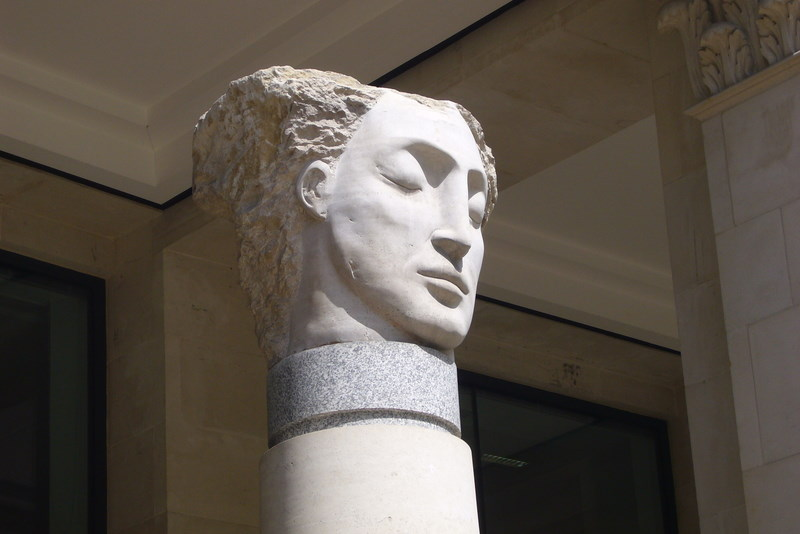
Otra Cabeza en Paternoster Square, Londres
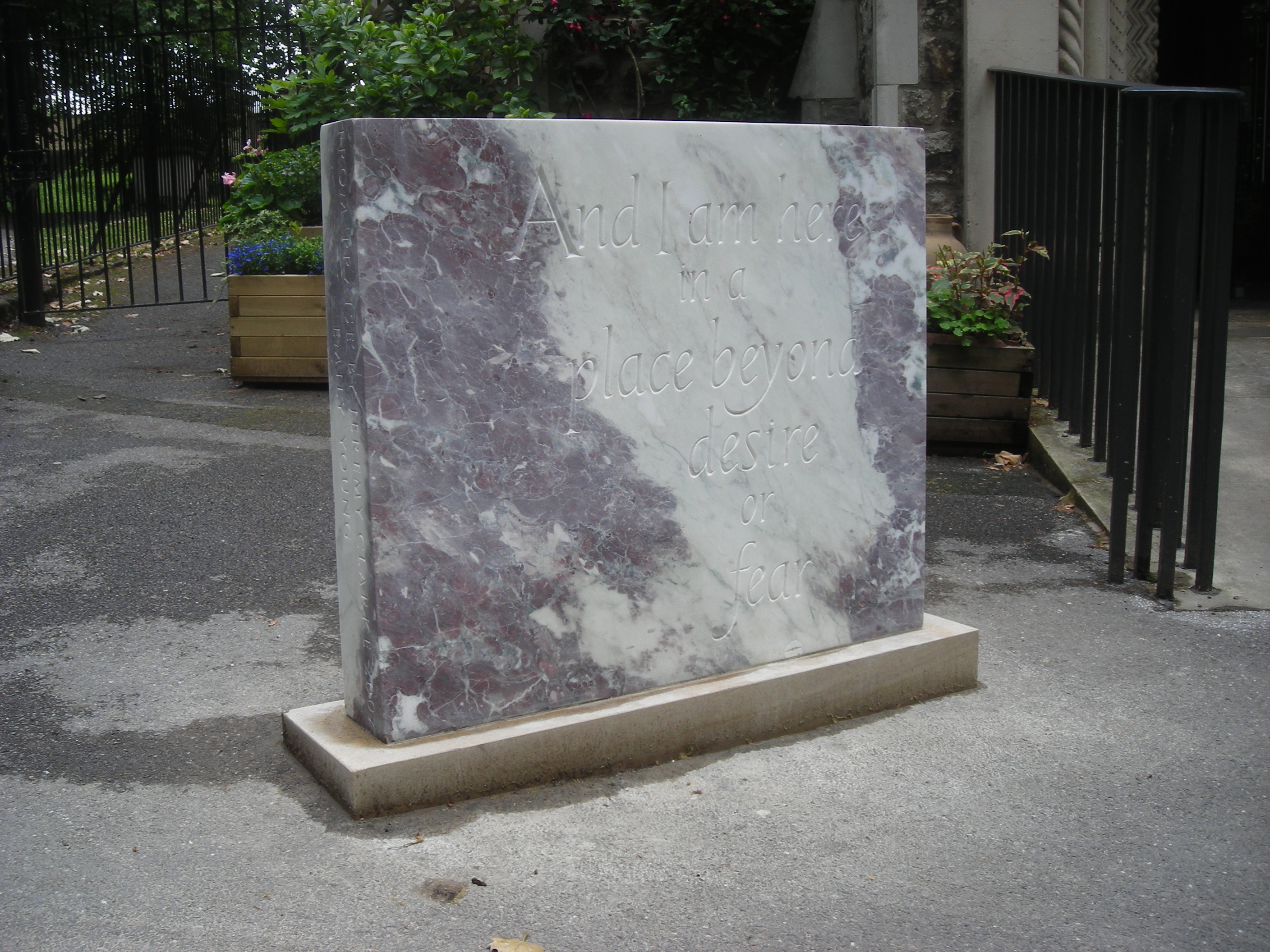
Imagen del trabajo en piedra de Emily Young y Jeremy Clarke instalado en St Pancras Old Church, Londres, en junio de 2009
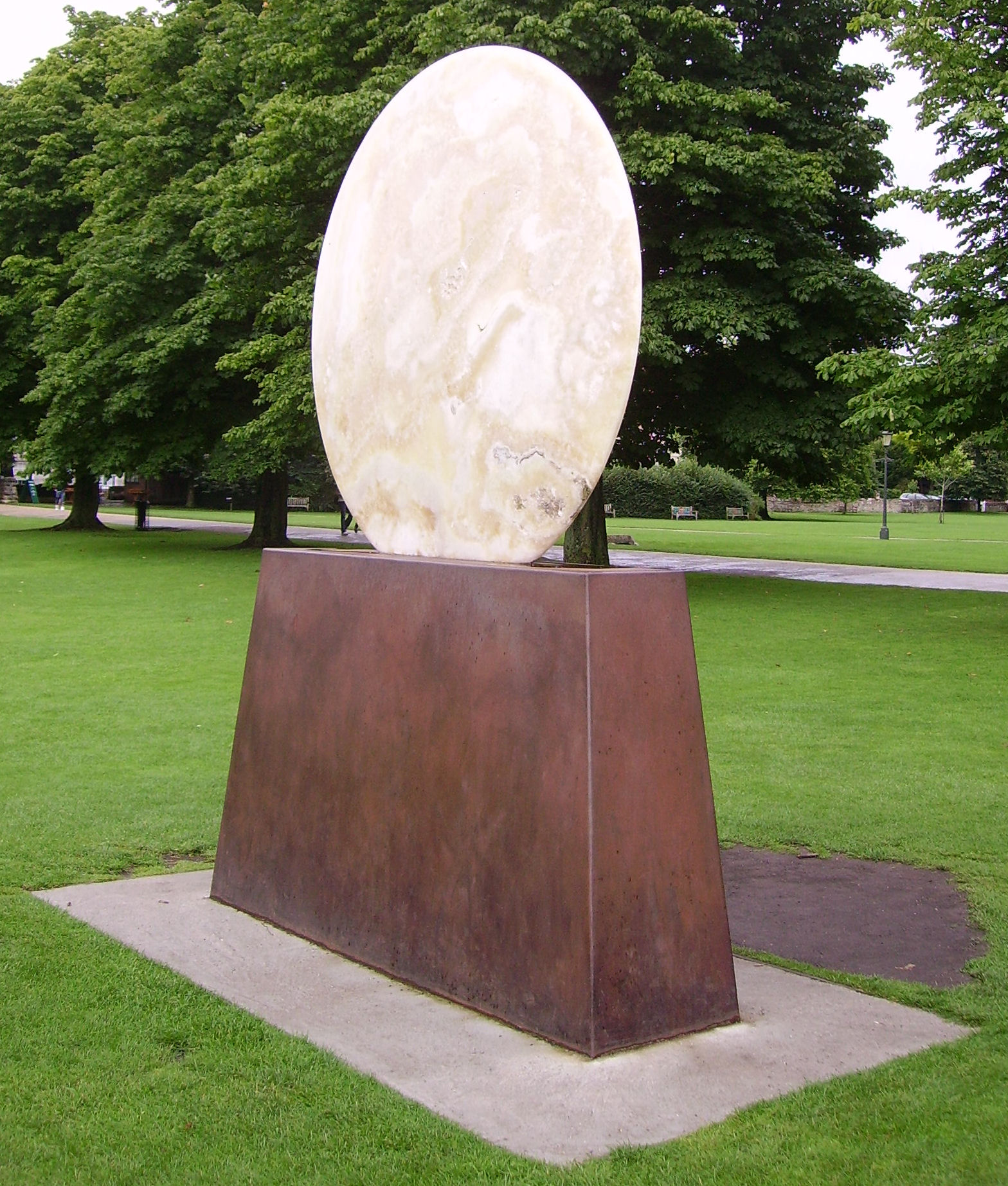
Disco Lunar, instalado en los aledaños de la Catedral de Salisbury